# 계고 (신라)
계고(階古, ?~?)는 신라의 음악가이다.

## 생애
10관위인 대나마(大奈麻)를 지내다가 가야에서 망명해 온 우륵이 진흥왕의 명으로 가무를 가르치자 왕명으로 법지는 노래를, 만덕은 춤을, 그는 거문고를 배웠다. 재주가 뛰어나 자주 임금 앞에서 연주하였다.

## 참고 자료
- 이 문서에는 다음커뮤니케이션(현 카카오)에서 GFDL 또는 CC-SA 라이선스로 배포한 글로벌 세계대백과사전의 내용을 기초로 작성된 글이 포함되어 있습니다.